# Стамболово (Великотырновская область)
Стамболово (болг. Стамболово) — село в Болгарии. Находится в Великотырновской области, входит в общину Павликени. Население составляет 844 человека.

## Политическая ситуация
В местном кметстве Стамболово, в состав которого входит Стамболово, должность кмета (старосты) исполняет Петыр  Пенчев Петров (Политическое движение социал-демократов (ПДСД)) по результатам выборов правления кметства.
Кмет (мэр) общины Павликени — Ангел Иванов Генов (коалиция в составе 2 партий: Политический клуб «Экогласность», Земледельческий союз Александра Стамболийского (ЗСАС)) по результатам выборов в правление общины.